# Gerhard Zadek

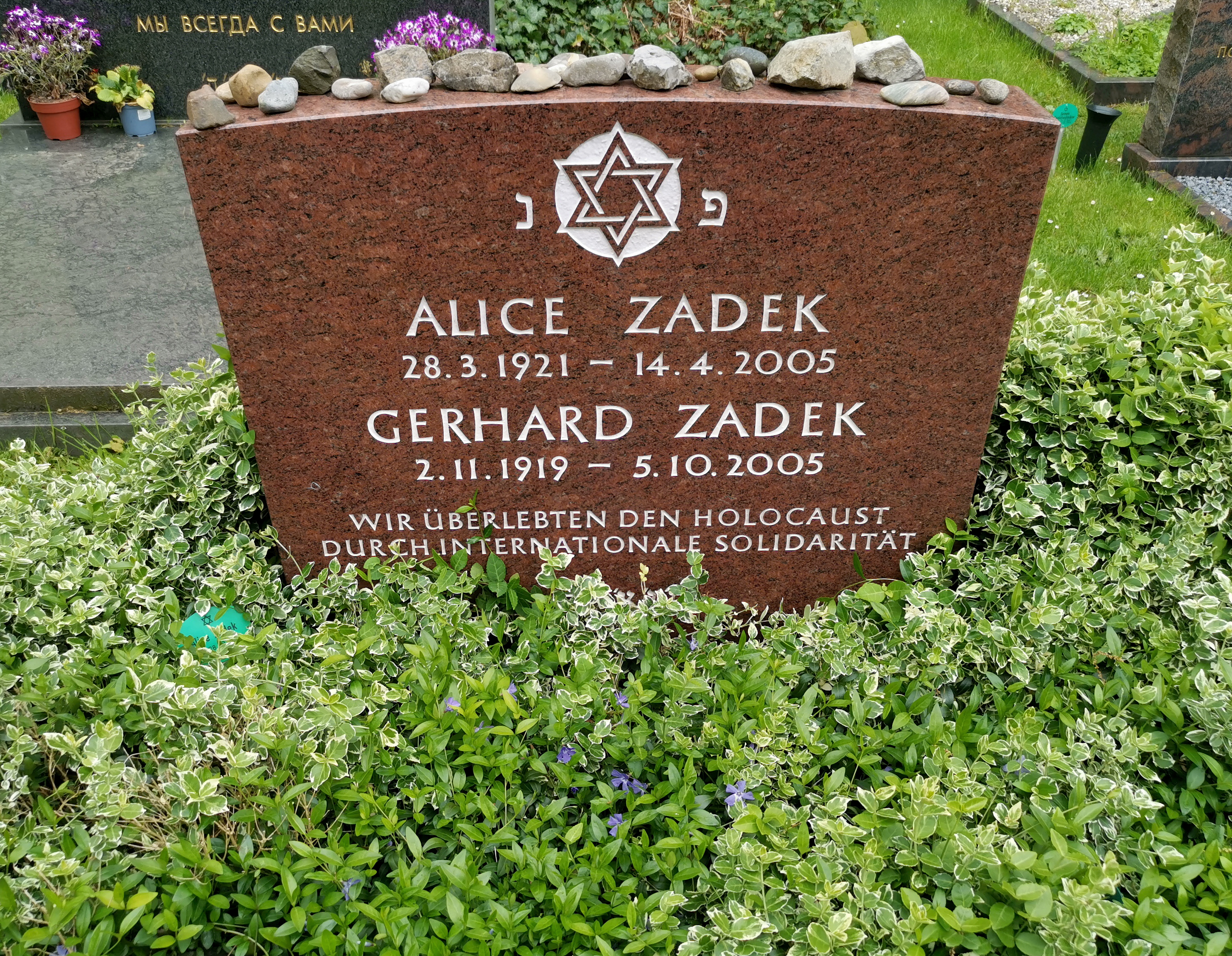
Grab der Eheleute auf dem Jüdischen Friedhof Berlin-Weißensee, Feld B 8

Gerhard Zadek (* 2. November 1919 in Berlin; † 5. Oktober 2005 in ebenda) war ein Widerstandskämpfer gegen den Nationalsozialismus und Journalist.
Gerhard Zadek war der letzte überlebende Angehörige der Herbert-Baum-Gruppe. Diese Widerstandsgruppe hatte seit 1933 in der Reichshauptstadt Berlin versucht, mit politischen Aktionen den Kampf gegen den Nationalsozialismus zu organisieren.
Zadek absolvierte eine Lehre als Werkzeugmacher. Während seiner Jugendzeit gehörte er der zionistischen Jugendorganisation Hashomer Hatzair an. Dort und in der Gruppe seines Freundes Baum lernte er die Ablehnung und den Kampf gegen den Faschismus kennen. Für die Hachschara begann er 1939 eine Ausbildung auf der Landwirtschaftsschule „Gut Winkel“ in Spreenhagen (Mark). Im August 1939 emigrierte er mit seiner Ehefrau Alice nach England. Während des Exils studierte er Maschinenbau. Er war Gründungsmitglied der FDJ in Großbritannien, 1943 wurde er Mitglied des KJVD und der KPD.
1947 kehrte er nach Deutschland zurück. Dort erfuhr er später, dass seine Eltern 1943 im KZ Jungfernhof bei Riga erschossen wurden. Von Anfang an wurde er in das politische System der Sowjetischen Besatzungszone und später der DDR eingebunden. Er begann als Mitarbeiter beim Verlag Neues Leben und übernahm bald darauf die Leitung der Zeitschrift Junge Generation, einer Zeitschrift für FDJ-Funktionäre. Nach der Gründung der DDR im Oktober 1949 berief ihn Albert Norden zum Stellvertreter des Informationsamts der DDR. 1952 wurde er stellvertretender Chefredakteur der SED-Zeitungen in Mecklenburg. Nachdem er im Rahmen der stalinistischen Säuberungen 1953 wegen „Westemigration“ seine Funktionen und Ämter verloren hatte, studierte er Patentingenieurwesen und wurde Direktor des VEB Schwermaschinenbau „7. Oktober“ in Berlin. Später wurde er Mitarbeiter des Patentamtes der DDR und Mitglied der Kammer der Technik.
Nachdem das Ehepaar als Angehörige der Jüdischen Gemeinde Ostberlins eine Sonderstellung im politischen System der DDR hatte, begannen sie nach der Wiedervereinigung ihr Leben niederzuschreiben. In den beiden Büchern schildern sie ihr Leben zwischen Judentum und Sozialismus, welche 1996 zur Verfilmung ihres Lebens im Film Shalom Genossen von Gitta Nickel führte. Die Nürnberger Künstlerin und Kommunalpolitikerin Ruth Zadek ist eine von drei Töchtern.

## Werke
- Alice und Gerhard Zadek: Mit dem letzten Zug nach England. Karl Dietz Verlag, Berlin 1992, ISBN 3-320-01784-5.
- Alice und Gerhard Zadek: Ihr seid wohl meschugge. Karl Dietz Verlag, Berlin 1998, ISBN 3-320-01962-7.